# Lerina robinsoni
Lerina robinsoni là một loài bướm đêm thuộc phân họ Arctiinae, họ Erebidae.